# Walter W. Powell
Walter W. "Woody" Powell, född 15 augusti 1951, är en amerikansk sociolog.
Powell tog sin Ph.D. i sociologi från State University of New York, Stony Brook.
Han är professor i pedagogik och i sociologi, organisation, managementvetenenskap och kommunikation vid Stanford University, där han varit verksam sedan 1999. Han har bland annat forskat i nyinstitutionell teori.
Powell invaldes 2007 som utländsk ledamot av Kungliga Vetenskapsakademien, samt utnämndes samma år 2007 till hedersdoktor vid Uppsala universitet